# Tin Shui Wai (stacja MTR)
Tin Shui Wai (chiński: 天水圍) – jedna ze stacji MTR, systemu szybkiej kolei w Hongkongu, na Tuen Ma Line. Została otwarta 20 grudnia 2003. 
Znajduje się w obszarze Ping Shan, w dzielnicy Yuen Long, w Nowych Terytoriach.